# Джон Флемстид

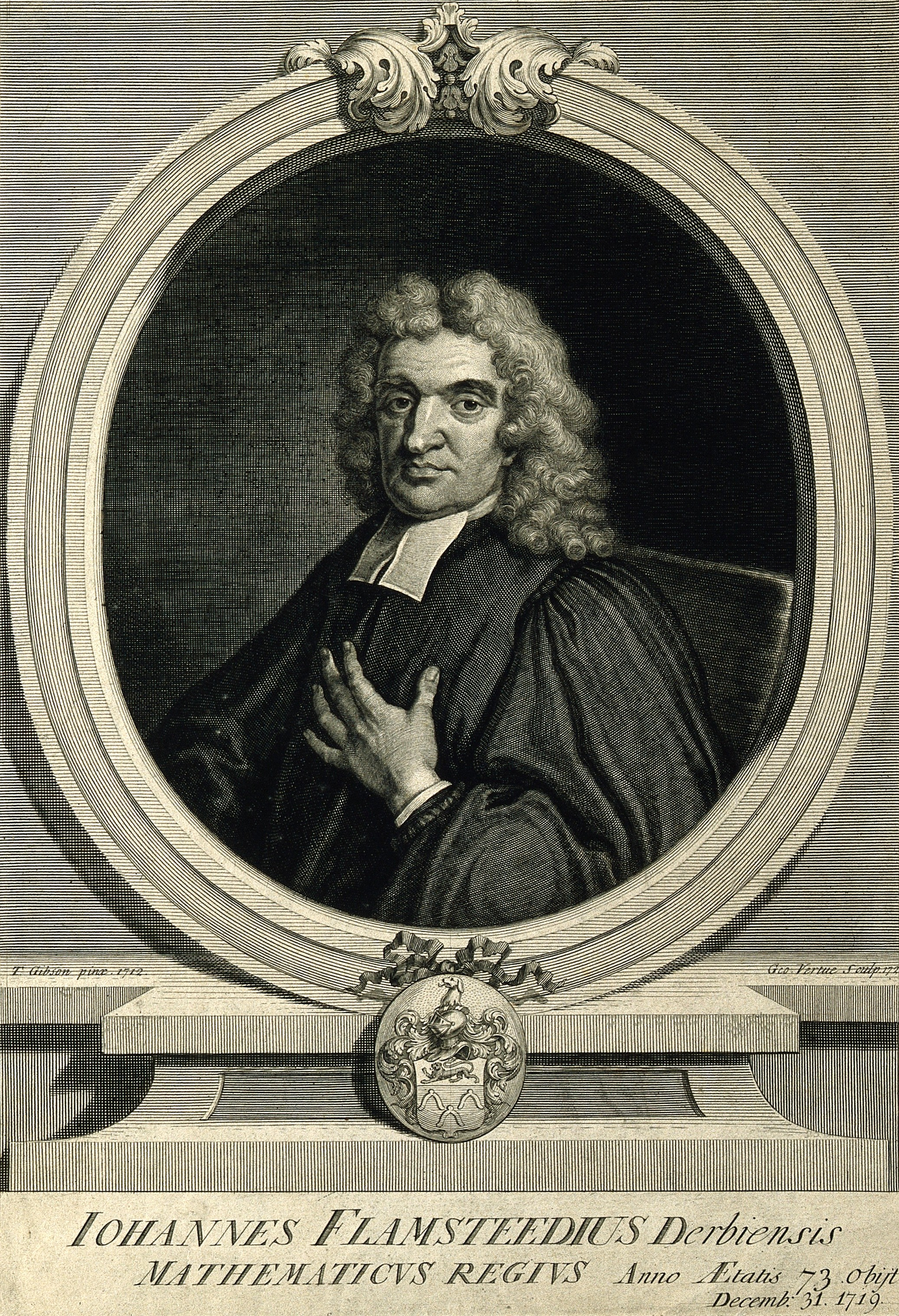

Джон Фле́мстід (англ. John Flamsteed; 19 серпня 1646 — 31 грудня 1719) — англійський астроном, член Лондонського королівського товариства (1676), перший королівський астроном.

## Біографічні відомості
Народився в Денбі, Дербішир. Упродовж 1662—1669 років займався астрономією самостійно (через слабке здоров'я), 1674 року заочно закінчив Кембриджський університет. 1675 року призначений директором щойно створеної Королівській обсерваторії в Гринвічі і став першим королівським астрономом.
Відомий своїми спостережними роботами, що заклали підвалини сучасної позиційної астрономії. Уперше широко застосував у кутомірних інструментах телескоп для визначення точних положень зірок, планет, Сонця. До того як отримав можливість проводити точні астрономічні спостереження, займався теорією руху Місяця. Завершив розробку теорії, створеної Єремією Горроксом, і на її основі склав таблиці руху Місяця (1673). Згодом неодноразово повертався до цієї теорії, залучаючи нові спостереження для її поліпшення. Ісаак Ньютон скористався теорією та спостереженнями Флемстида під час створення своєї теорії руху Місяця; він також використовував роботу Флемстида про кутові діаметри планет (1673) під час підготовки «Начал».
Після переїзду до Гринвіцької обсерваторії Флемстид розпочав систематичні спостереження, що дістали завершення в «Британському каталозі», який становив 3-й том його основної праці «Британська історія неба» (видано посмертно 1725 року). Каталог містить положення 3000 зір. Усім зорям каталогу Флемстид надав номери в порядку зростання їхнього прямого піднесення в межах кожного сузір'я. Для багатьох цих зір позначення Флемстида залишаються основними й досі (наприклад, 61 Лебедя). У 1676—1689 роках зробив близько 20 000 спостережень з екваторіальним секстантом (з точністю до 10"). Потім продовжував спостереження на великому меридіанному інструменті. Розробив оригінальний метод абсолютного визначення прямих піднесень; отримав за допомогою цього методу точні положення 40 зір і здійснив прив'язку до них 3000 зір свого каталогу. Склав таблиці атмосферної рефракції й таблиці припливів.
Винайшов конічну проєкцію в картографії.
Його ім'ям названо кратер на Місяці й астероїд 4987 Flamsteed.